# Меканік-Фоллс (переписна місцевість, Мен)
Меканік-Фоллс (англ. Mechanic Falls) — переписна місцевість (CDP) в США, в окрузі Андроскоґґін штату Мен. Населення — 2257 осіб (2020).

## Географія
Меканік-Фоллс розташований за координатами 44°6′42″ пн. ш. 70°23′39″ зх. д. / 44.11167° пн. ш. 70.39417° зх. д. (44.111670, -70.394051).  За даними Бюро перепису населення США в 2010 році переписна місцевість мала площу 14,18 км², з яких 13,84 км² — суходіл та 0,34 км² — водойми.

## Демографія
Згідно з переписом 2010 року, у переписній місцевості мешкало 2237 осіб у 893 домогосподарствах у складі 584 родин. Густота населення становила 158 осіб/км².  Було 967 помешкань (68/км²).
Расовий склад населення:
| - 97,0 % — білих - 0,4 % — корінних американців - 0,4 % — чорних або афроамериканців - 0,3 % — азіатів |

До двох чи більше рас належало 1,6 %. Частка іспаномовних становила 0,7 % від усіх жителів.
За віковим діапазоном населення розподілялося таким чином: 24,5 % — особи молодші 18 років, 62,8 % — особи у віці 18—64 років, 12,7 % — особи у віці 65 років та старші. Медіана віку мешканця становила 39,0 року. На 100 осіб жіночої статі у переписній місцевості припадало 93,3 чоловіків;  на 100 жінок у віці від 18 років та старших — 94,2 чоловіків також старших 18 років.
Середній дохід на одне домашнє господарство  становив 47 711 долар США (медіана — 35 781), а середній дохід на одну сім'ю — 60 704 долари (медіана — 44 390). За межею бідності перебувало 17,1 % осіб, у тому числі 21,0 % дітей у віці до 18 років та 25,3 % осіб у віці 65 років та старших.
Цивільне працевлаштоване населення становило 649 осіб. Основні галузі зайнятості: освіта, охорона здоров'я та соціальна допомога — 28,4 %, науковці, спеціалісти, менеджери — 21,7 %, будівництво — 11,2 %, виробництво — 10,2 %.